# Zagrzebkowate
Zagrzebkowate (Bithyniidae) – zróżnicowana rodzina ślimaków z podgromady Caenogastropoda, grupująca małe gatunki słodkowodne, szeroko rozprzestrzeniona na świecie. Liczy ponad 350 gatunków, w tym około 190 gatunków żyjących współcześnie.

## Cechy morfologiczne
Ślimaki małe lub średniej wielkości, muszle stożkowate, jajowate lub jajowato stożkowate, o wzniesionej skrętce. Wieczko mocne, zwapniałe, o koncentrycznych liniach przyrostów. Dołka osiowego brak lub słabo wykształcony, szczelinowaty. Zwierzęta rozdzielnopłciowe, narządy kopulacyjne z jednym lub dwoma gruczołami dodatkowymi. Ktenidium (płat skrzelowy) szerokie.

## Występowanie
Przedstawiciele zagrzebkowatych występują w słodkich wodach śródlądowych Europy, Afryki, Azji, na Archipelagu Sundajskim, w Australii. W Europie występuje ok. 15 gatunków zaliczanych do rodzaju zagrzebka (Bithynia Leach). W Polsce reprezentowane przez dwa gatunki: zagrzebkę pospolitą (Bithynia tentaculata) i zagrzebkę sklepioną (Bithynia leachi).

## Biologia i ekologia

### Zajmowane siedliska
Zasiedlają różne typy wód (drobne cieki, rzeki, stawy, rowy melioracyjne, jeziora, zbiorniki zaporowe) i różne typy podłoża (od mulistych po kamieniste, także hydrofity i maty glonów nitkowatych). Występują płytko w litoralu, na niewielkich  głębokościach.

### Odżywianie
Filtratorzy i zdrapywacze, odżywiający się glonami peryfitonowymi i fitoplanktonem.

## Podział systematyczny
Do rodziny zagrzebkowatych (Bithyniidae) należą następujące rodzaje zgrupowane w trzy podrodziny:
- Bithyniinae Gray, 1857
  - Bithynia Leach, 1818 – zagrzebka – rodzaj typowy
  - Pseudobithynia Glöer & Pešić, 2006
- Helicostoinae Pruvot-Fol, 1937
  - Helicostoa E. Lamy, 1926
- Parafossarulinae Starobogatov, 1983
  - Parafossarulus Annandale, 1924

status i pozycja systematyczna pozostałych rodzajów zaliczanych tradycyjnie do tej rodziny są niepewne:
- Boreoelona Starobogatov & Streletzkaja, 1967
- Celekenia Andrusov, 1902 †
- Congodoma Mandahl-Barth, 1968
- Daciella Wenz, 1942 †
- Emmericiopsis Thiele, 1928
- Euchilus F. Sandberger, 1870 †
- Ferebithynia Kókay, 2006 †
- Fossarulus Neumayr, 1869 †
- Funduella Mandahl-Barth, 1968
- Gabbia Tryon, 1865
- Gabbiella Mandahl-Barth, 1968
- Hydrobioides G. Nevill, 1885
- Incertihydrobia Verdcourt, 1958
- Jubaia Mandahl-Barth, 1968
- Liminitesta Mandahl-Barth, 1974
- Lufengospira W. Yu & Y.-H. Xi, 1977 †
- Neosataria Kulkarni & Khot, 2015
- Neumayria De Stefani, 1877 †
- Parabithynia Pilsbry, 1928
- Petroglyphus Möllendorff, 1894
- Pseudovivipara Annandale, 1918
- Sierraia Connolly, 1929
- Soapitia E. Binder, 1961
- Streptocerella Andrusov, 1902 †
- Tylopoma Brusina, 1882 †
- Wattebledia Crosse, 1886